# Persone di nome Andy
| Questa pagina contiene informazioni ricavate automaticamente dalle voci biografiche con l'ausilio del template Bio e di un bot. L'aggiornamento è periodico e automatico e ricostruisce completamente la pagina. Se manca una persona in questa lista, sei pregato di non aggiungerla, ma accertati piuttosto che la sua voce biografica contenga il template Bio e che i dati anagrafici siano correttamente compilati. Se il template Bio manca, inseriscilo tu stesso o, in alternativa, metti l'avviso {{tmp\|Bio}} che ne segnala la mancanza. Se i dati riportati sono sbagliati, correggi direttamente la voce biografica; le modifiche saranno visibili in questa lista entro pochi giorni. Per chiarimenti vedi il progetto antroponimi. La lista contiene solo le 161 persone che sono citate nell'enciclopedia e per le quali è stato implementato correttamente il template Bio. Pagina aggiornata al 16 ott 2024. |

Questa è una lista di persone presenti nell'enciclopedia che hanno il prenome Andy, suddivise per attività principale.

## Allenatori di calcio(8)
- Andy Kilner, allenatore di calcio e ex calciatore inglese (Bolton, n. 1966)
- Andy King, allenatore di calcio e calciatore inglese (Luton, n. 1956 - Luton, † 2015)
- Andy Monkhouse, allenatore di calcio e ex calciatore inglese (Leeds, n. 1980)
- Andy Mutch, allenatore di calcio e ex calciatore inglese (Liverpool, n. 1963)
- Andy Parkinson, allenatore di calcio e ex calciatore inglese (Liverpool, n. 1979)
- Andy Selva, allenatore di calcio e ex calciatore sammarinese (Roma, n. 1976)
- Andy Thorn, allenatore di calcio e ex calciatore inglese (Carshalton, n. 1966)
- Andy Welsh, allenatore di calcio e ex calciatore inglese (Manchester, n. 1983)

## Allenatori di sci alpino(1)
- Andy LeRoy, allenatore di sci alpino e ex sciatore alpino statunitense (Steamboat Springs, n. 1975)

## Armonicisti(1)
- Andy J. Forest, armonicista, chitarrista e cantante statunitense (Pullman, n. 1955)

## Artisti(1)
- Andy Goldsworthy, artista e fotografo inglese (Cheshire, n. 1956)

## Attori(20)
- Andy Beckwith, attore britannico
- Andy Clark, attore statunitense (New York, n. 1903 - New Rochelle, † 1960)
- Andy Clyde, attore statunitense (Blairgowrie, n. 1892 - Los Angeles, † 1967)
- Andy Comeau, attore statunitense (New Boston, n. 1970)
- Andy Devine, attore statunitense (Flagstaff, n. 1905 - Orange, † 1977)
- Andy Fischer-Price, attore e doppiatore statunitense (Washington, n. 1987)
- Andy Scott Harris, attore ucraino (Kiev, n. 1998)
- Andy Karl, attore e cantante statunitense (New York, n. 1973)
- Andy Kellegher, attore irlandese
- Andy Lau, attore e cantante hongkonghese (Hong Kong, n. 1961)
- Andy Linden, attore britannico (Norwich, n. 1975)
- Andy McQueen, attore canadese (n. 1991)
- Andy Mientus, attore e cantante statunitense (Ross Township, n. 1986)
- Andy Milder, attore statunitense (Omaha, n. 1969)
- Andy Nyman, attore e illusionista britannico (Leicester, n. 1966)
- Andy On, attore, artista marziale e cantante cinese (Providence, n. 1976)
- Andy Poe, attore filippino (Manila, n. 1943 - Quezon City, † 1995)
- Andy Romano, attore statunitense (n. 1936 - Sequim, † 2022)
- Andy Whitfield, attore e modello britannico (Amlwch, n. 1971 - Sydney, † 2011)
- Andy de la Tour, attore e sceneggiatore britannico (n. 1948)

## Attori pornografici(1)
- Zeb Atlas, attore pornografico e culturista statunitense (Portland, n. 1970)

## Attrici(1)
- Andy Allo, attrice, musicista e chitarrista statunitense (Bamenda, n. 1989)

## Attrici pornografiche(1)
- Andy San Dimas, ex attrice pornografica statunitense (Baltimora, n. 1986)

## Autori di videogiochi(1)
- Andy Gavin, autore di videogiochi, scrittore e imprenditore statunitense (Washington, n. 1970)

## Aviatori(1)
- Andy Green, aviatore e pilota automobilistico inglese (Atherstone, n. 1962)

## Bassisti(4)
- Andy Fraser, bassista inglese (Londra, n. 1952 - Temecula, † 2015)
- Andy Nicholson, bassista e disc jockey britannico (Sheffield, n. 1986)
- Andy Pyle, bassista britannico (Luton, n. 1946)
- Andy West, bassista statunitense (Newport, n. 1953)

## Batteristi(3)
- Andy Parker, batterista britannico (Cheshunt, n. 1952)
- Andy Strachan, batterista australiano (n. 1974)
- Andy White, batterista britannico (Glasgow, n. 1930 - Caldwell, † 2015)

## Calciatori(37)
- Andy Bothwell, calciatore nordirlandese (Belfast, n. 1900 - Belfast, † 1928)
- Andy Considine, calciatore scozzese (Torphins, n. 1987)
- Andy Delort, calciatore francese (Sète, n. 1991)
- Andy Diouf, calciatore francese (Neuilly-sur-Seine, n. 2003)
- Andy Ducat, calciatore, allenatore di calcio e crickettista inglese (Brixton, n. 1886 - Londra, † 1942)
- Andy Edwards, ex calciatore gallese (Wrexham, n. 1965)
- Andy Furtado, calciatore costaricano (Limón, n. 1980)
- Andy Goram, calciatore scozzese (Bury, n. 1964 - Airdrie, † 2022)
- Andy Graver, calciatore inglese (Craghead, n. 1927 - York, † 2014)
- Andy Gray, ex calciatore scozzese (Glasgow, n. 1955)
- Andy Herron, ex calciatore costaricano (Limón, n. 1978)
- Andy Iro, ex calciatore inglese (Liverpool, n. 1984)
- Andy Irving, calciatore scozzese (Edimburgo, n. 2000)
- Andy Kawaya, ex calciatore belga (Bruxelles, n. 1996)
- Andy Keeley, ex calciatore inglese (Basildon, n. 1956)
- Andy Kinnell, ex calciatore scozzese (Cowdenbeath, n. 1947)
- Andy Linighan, ex calciatore inglese (Hartlepool, n. 1962)
- Andy Lochhead, calciatore scozzese (Milngavie, n. 1941 - † 2022)
- Élysée Logbo, calciatore francese (Parigi, n. 2004)
- Andy May, ex calciatore lussemburghese (n. 1989)
- Andy Melville, ex calciatore gallese (Swansea, n. 1968)
- Andy van der Meyde, ex calciatore olandese (Arnhem, n. 1979)
- Andy Myers, ex calciatore britannico (Hounslow, n. 1973)
- Andy Najar, calciatore honduregno (Choluteca, n. 1993)
- Andy Pelmard, calciatore francese (Nizza, n. 2000)
- Andy Polo, calciatore peruviano (Lima, n. 1994)
- Andy Rankin, calciatore inglese (Bootle, n. 1944 - † 2023)
- Andy Rojas, calciatore costaricano (Grecia, n. 2005)
- Andy Rollings, ex calciatore inglese (Portishead, n. 1954)
- Andy Rose, ex calciatore australiano (Melbourne, n. 1990)
- Andy Rymarczuk, calciatore statunitense (Filadelfia, n. 1950 - † 1997)
- Andy Sayer, ex calciatore inglese (Brent, n. 1966)
- Andy Smillie, ex calciatore inglese (Ilford, n. 1941)
- Andy Sophie, calciatore mauriziano (Port Louis, n. 1987)
- Andy Tillson, ex calciatore inglese (Huntingdon, n. 1966)
- Andy Vaquero, calciatore cubano (n. 1994)
- Andy Visser, calciatore olandese (Dieren, n. 2004)

## Canottieri(1)
- Andy Holmes, canottiere britannico (Uxbridge, n. 1959 - Londra, † 2010)

## Cantanti(5)
- Andy Borg, cantante, conduttore televisivo e showman austriaco (Vienna, n. 1960)
- Andy Gibb, cantante britannico (Manchester, n. 1958 - Oxford, † 1988)
- Andy Hull, cantante, chitarrista e compositore statunitense (n. 1986)
- Anders Colsefni, cantante e percussionista statunitense (Des Moines, n. 1972)
- Andy Scott, cantante, chitarrista e compositore britannico (Wrexham, n. 1949)

## Cantautori(1)
- Andy Grammer, cantautore statunitense (Los Angeles, n. 1983)

## Cestisti(4)
- Mark Barroca, ex cestista filippino (Zamboanga, n. 1986)
- Andy Ogide, cestista statunitense (Tallahassee, n. 1987)
- Andy Turner Baltazar, ex cestista dominicano (La Romana, n. 1980)
- Andy Van Vliet, cestista belga (Brasschaat, n. 1995)

## Chitarristi(8)
- Andy Boulton, chitarrista britannico (n. 1961)
- Andy Gill, chitarrista e produttore discografico britannico (Manchester, n. 1956 - Londra, † 2020)
- Andy Husted, chitarrista statunitense
- Andy LaRocque, chitarrista svedese (Göteborg, n. 1962)
- Andy McKee, chitarrista statunitense (Topeka, n. 1979)
- Andy Sneap, chitarrista e produttore discografico inglese (n. 1969)
- Andy Taylor, chitarrista, cantante e produttore discografico britannico (Cullercoats, n. 1961)
- Andy Timmons, chitarrista statunitense (Evansville, n. 1963)

## Ciclisti su strada(2)
- Andy Flickinger, ex ciclista su strada, pistard e dirigente sportivo francese (Saint-Martin-d'Hères, n. 1978)
- Andy Schleck, ex ciclista su strada lussemburghese (Lussemburgo, n. 1985)

## Clarinettisti(1)
- Andy Statman, clarinettista e musicista statunitense (Brooklyn, n. 1950)

## Comici(1)
- Andy Samberg, comico, attore e doppiatore statunitense (Berkeley, n. 1978)

## Compositori(2)
- Andy Nye, compositore e tastierista britannico (Londra, n. 1959)
- Andy Sheppard, compositore e sassofonista britannico (Warminster, n. 1957)

## Coreografi(1)
- Andy Blankenbuehler, coreografo, ballerino e attore statunitense (Cincinnati, n. 1970)

## Dirigenti d'azienda(1)
- Andy Cowell, manager britannico (n. 1969)

## Disegnatori(2)
- Andy Lanning, disegnatore e fumettista britannico
- Andy Riley, disegnatore inglese (Aylesbury, n. 1970)

## Fondisti(1)
- Andy Kühne, ex fondista tedesco (Annaberg-Buchholz, n. 1987)

## Giocatori di calcio a 5(1)
- Andy Schmetzer, ex giocatore di calcio a 5 statunitense (Seattle, n. 1967)

## Giocatori di football americano(3)
- Andy Isabella, giocatore di football americano statunitense (Mayfield, n. 1997)
- Andy Janovich, giocatore di football americano statunitense (Gretna, n. 1993)
- Andy Vera Puentenueva, giocatore di football americano spagnolo (n. 1998)

## Giocatori di poker(1)
- Andy Frankenberger, giocatore di poker statunitense (New York, n. 1973)

## Giocatori di snooker(1)
- Andy Lee, giocatore di snooker inglese (Hinckley, n. 1980)

## Giornalisti(1)
- Andy McDermott, giornalista e scrittore britannico (Halifax, n. 1974)

## Hockeisti su ghiaccio(2)
- Andy Näser, ex hockeista su ghiaccio svizzero (Coira, n. 1974)
- Andy Ton, ex hockeista su ghiaccio italiano (n. 1962)

## Informatici(2)
- Andy Hollis, informatico e autore di videogiochi statunitense
- Andy Hunt, programmatore, informatico e saggista statunitense

## Karateka(1)
- Andy Hug, karateka e kickboxer svizzero (Zurigo, n. 1964 - Tokyo, † 2000)

## Kickboxer(1)
- Andy Ristie, kickboxer e thaiboxer surinamese (Paramaribo, n. 1982)

## Modelli(1)
- Andy Gillet, modello e attore francese (Reunion, n. 1981)

## Montatori(1)
- Andy Keir, montatore statunitense

## Multiplisti(1)
- Andy Preciado, multiplista ecuadoriano (Palestina, n. 1997)

## Musicisti(3)
- Andy Granelli, musicista e batterista statunitense (San Francisco, n. 1979)
- Andy Narell, musicista, compositore e arrangiatore statunitense (New York, n. 1954)
- Mr. Scruff, musicista, disc jockey e produttore discografico britannico (Macclesfield, n. 1972)

## Nuotatori(1)
- Andy Coan, nuotatore statunitense (Knoxville, n. 1958 - Boca Raton, † 2017)

## Pianisti(1)
- Andy Emler, pianista, organista e direttore d'orchestra francese (Parigi, n. 1958)

## Piloti automobilistici(3)
- Andy Soucek, pilota automobilistico austriaco (Madrid, n. 1985)
- Andy Sutcliffe, pilota di Formula 1 britannico (Mildenhall, n. 1947 - Pluckley, † 2015)
- Andy Wallace, ex pilota automobilistico britannico (Oxford, n. 1961)

## Piloti di rally(1)
- Andy Malfoy, copilota di rally francese (n. 2001)

## Piloti motociclistici(1)
- Andy Verdoïa, pilota motociclistico francese (Nizza, n. 2002)

## Pittori(1)
- Andy Warhol, pittore, grafico e illustratore statunitense (Pittsburgh, n. 1928 - New York, † 1987)

## Produttori discografici(2)
- Andy Ernst, produttore discografico statunitense (San Francisco)
- Andy Wallace, produttore discografico statunitense (n. 1947)

## Psicologi(1)
- Andy Tomlinson, psicologo britannico (n. 1949)

## Pugili(1)
- Andy Cruz, pugile cubano (Matanzas, n. 1995)

## Registi(1)
- Andy Cadiff, regista e produttore televisivo statunitense (New York, n. 1955)

## Rugbisti a 15(1)
- Andy Irvine, rugbista a 15 e dirigente sportivo britannico (Edimburgo, n. 1951)

## Sassofonisti(1)
- Andy Mackay, sassofonista, oboista e compositore britannico (Lostwithiel, n. 1946)

## Scenografi(1)
- Andy Nicholson, scenografo statunitense

## Sciatori alpini(5)
- Andy Chambers, ex sciatore alpino statunitense (n. 1961)
- Andy Luhn, ex sciatore alpino statunitense (n. 1962)
- Andy Mill, ex sciatore alpino statunitense (Fort Collins, n. 1953)
- Andy Plank, ex sciatore alpino italiano (Vipiteno, n. 1989)
- Andy Trow, ex sciatore alpino canadese (n. 1991)

## Scrittori(6)
- Andy Adams, scrittore statunitense (Indiana, n. 1859 - Colorado Springs, † 1935)
- Andy Borowitz, scrittore, commediografo e attore statunitense (Shaker Heights, n. 1958)
- Andy Lane, scrittore e giornalista britannico (n. 1963)
- Andy McNab, scrittore e militare britannico (Londra, n. 1959)
- Andy Mulligan, scrittore britannico (Londra, n. 1966)
- Andy Weir, scrittore e programmatore statunitense (Davis, n. 1972)

## Tennisti(3)
- Andy Andrews, ex tennista statunitense (Raleigh, n. 1959)
- Andy Kohlberg, ex tennista e dirigente sportivo statunitense (New York, n. 1959)
- Andy Ram, ex tennista israeliano (Montevideo, n. 1980)

## Triplisti(1)
- Andy Díaz, triplista cubano (L'Avana, n. 1995)

## Senza attività specificata(1)
- Andy Nelson, tecnico del suono britannico (Londra, n. 1953)